# فيدريكو آرياس
فيدريكو آرياس (بالإسبانية: Federico Arias)‏ (24 أبريل 1979 بروساريو في الأرجنتين - ) هو لاعب كرة قدم أرجنتيني في مركز الهجوم. لعب مع روزاريو سنترال وفيليز سارسفيلد وكيلمس.